# Museu Casa de Portinari
Museu Casa de Portinari está localizado na cidade de Brodowski, interior do Estado de São Paulo, na casa em que Candido Portinari morou na infância e juventude, e retornava sempre para passar temporadas com a família e amigos. Nele, encontram-se várias obras do pintor, principalmente trabalhos em pintura mural, com as técnicas de afresco e têmpera. Ele ainda abriga objetos de uso pessoal, mobiliário e utensílios da família do artista, sendo que alguns cômodos permanecem com suas funções originais e outros foram adaptados para salas de exposições. O museu fica na Praça Candido Portinari, número 298 – Centro .

## História

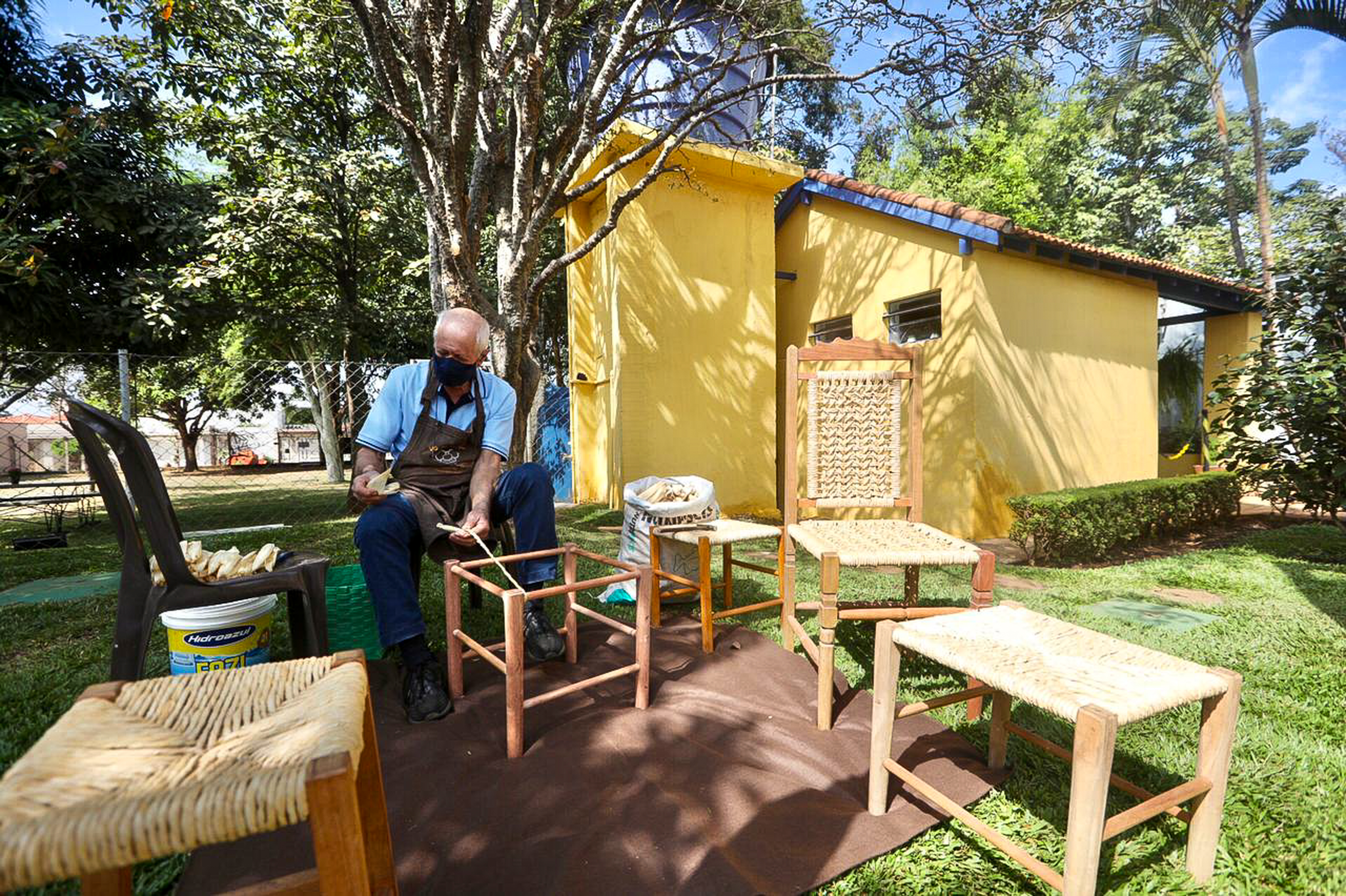

O museu da Secretaria da Cultura e Economia Criativa do Estado de São Paulo foi inaugurado em 14 de março de 1970. Atualmente gerido em parceria com a Organização Social de Cultura Associação Cultural de Apoio ao Museu Casa de Portinari (ACAM Portinari) .
É composto por uma casa principal, uma capela e dois anexos, e é um museu de pequeno porte. A casa e os anexos foram construídos em ampliações sucessivas. A simplicidade típica do interior é a maior característica do museu.
Várias obras murais, nas técnicas de afresco e têmpera, foram executadas por Portinari nas paredes da casa e de uma capela. Por isso, em 9 de dezembro de 1968, o Instituto do Patrimônio Histórico e Artístico Nacional (Iphan) tombou o imóvel, e, em 2 de julho do ano seguinte, foi desapropriado pelo Governo do Estado de São Paulo através do Decreto nº 52126.
Em 1970, no dia 22 de janeiro, foi tombada "ex-ofício" pelo Conselho de Defesa do Patrimônio Histórico, Arqueológico, Artístico e Turístico do Estado de São Paulo, o Condephaat. Depois, passou por algumas restaurações necessárias à sua preservação .

## Projetos
Atualmente, por meio do Serviço de Ação Educativa e Cultural, o Museu Casa de Portinari desenvolve projetos específicos para diversos públicos. O local também oferece uma programação permanente repleta de atividades, como “Férias no Museu”, “Oficinas Andantes”, “Semana de Portinari”,“É Gostoso Ser Criança no Museu Casa de Portinari”, “Primavera dos Museus” e “Dia da Consciência Negra”, entre outras.
À disposição do público, há também uma sala de pesquisa com vasto material sobre o artista, entre livros, revistas, catálogos, reportagens e artigos jornalísticos do Brasil e do exterior. O Museu também é acessível para pessoas com deficiência, tendo materiais em braile, alto relevo, maquetes e audioguias para os deficientes visuais, além de DVD em libras para deficientes auditivos, e rampas para facilitar o acesso de pessoas com mobilidade reduzida ou cadeirantes, entre outros.

## Museu

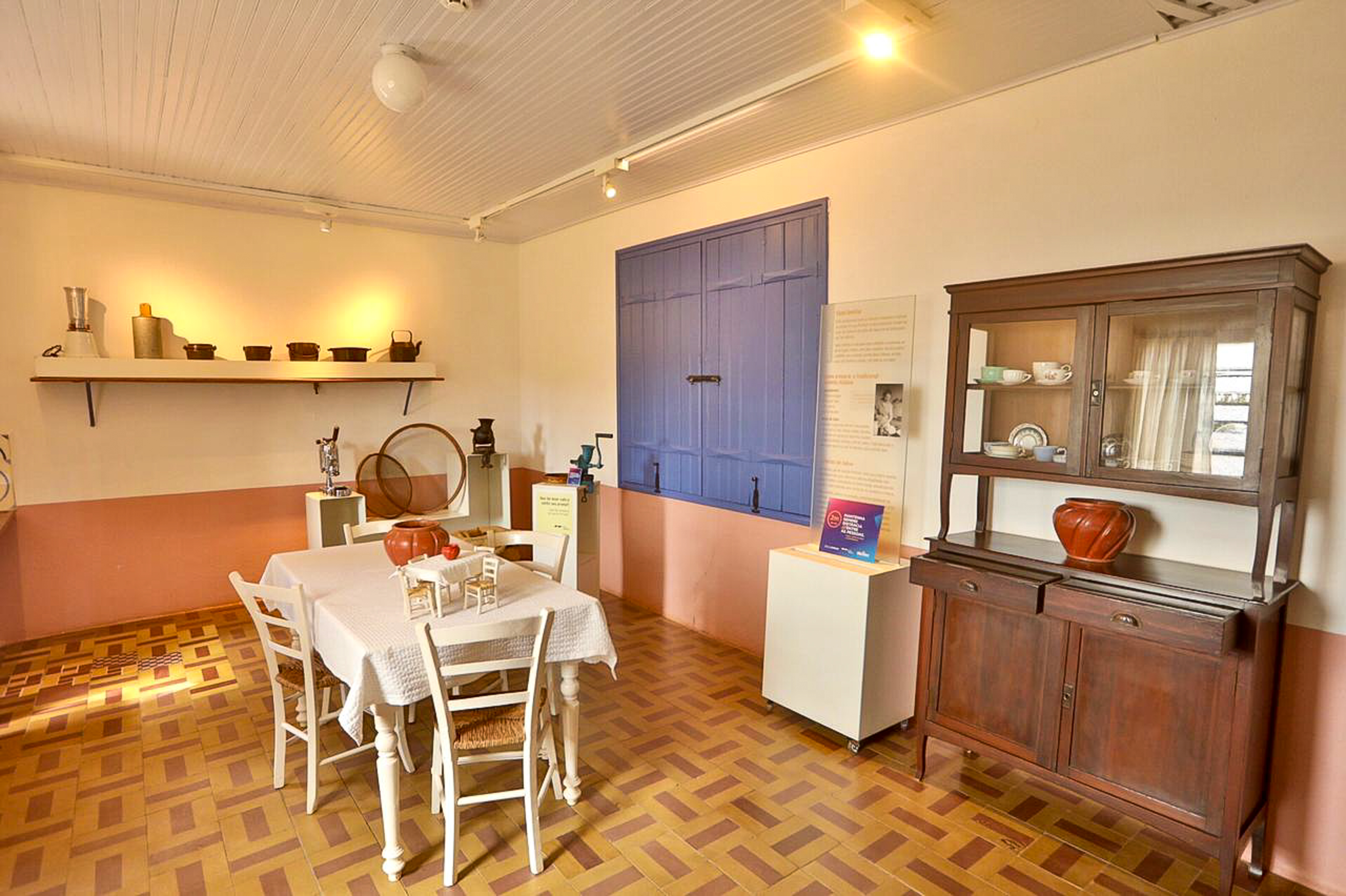

O Museu foi reaberto em maio de 2014, ao público depois de um completo e minucioso restauro que durou cerca de dois anos. A obra contemplou o reforço estrutural do imóvel construído no início do século 19 com técnicas simples, as pinturas murais foram totalmente restauradas e passaram por um processo para estabilizar sua fixação às paredes da casa e foi implantado um projeto expositivo inteiramente novo, que ressalta a relação de Portinari com sua terra natal. A ação revelou um afresco inédito próximo à porta de entrada da casa: uma mulher de cabelos escuros, segurando no colo um bebê de olhos azuis. Em dezembro de 2014, foi atestada - por uma comissão de pesquisadores -  a autoria da obra por Candido Portinari, com a ajuda de um assistente desconhecido.

## Nova exposição de longa duração

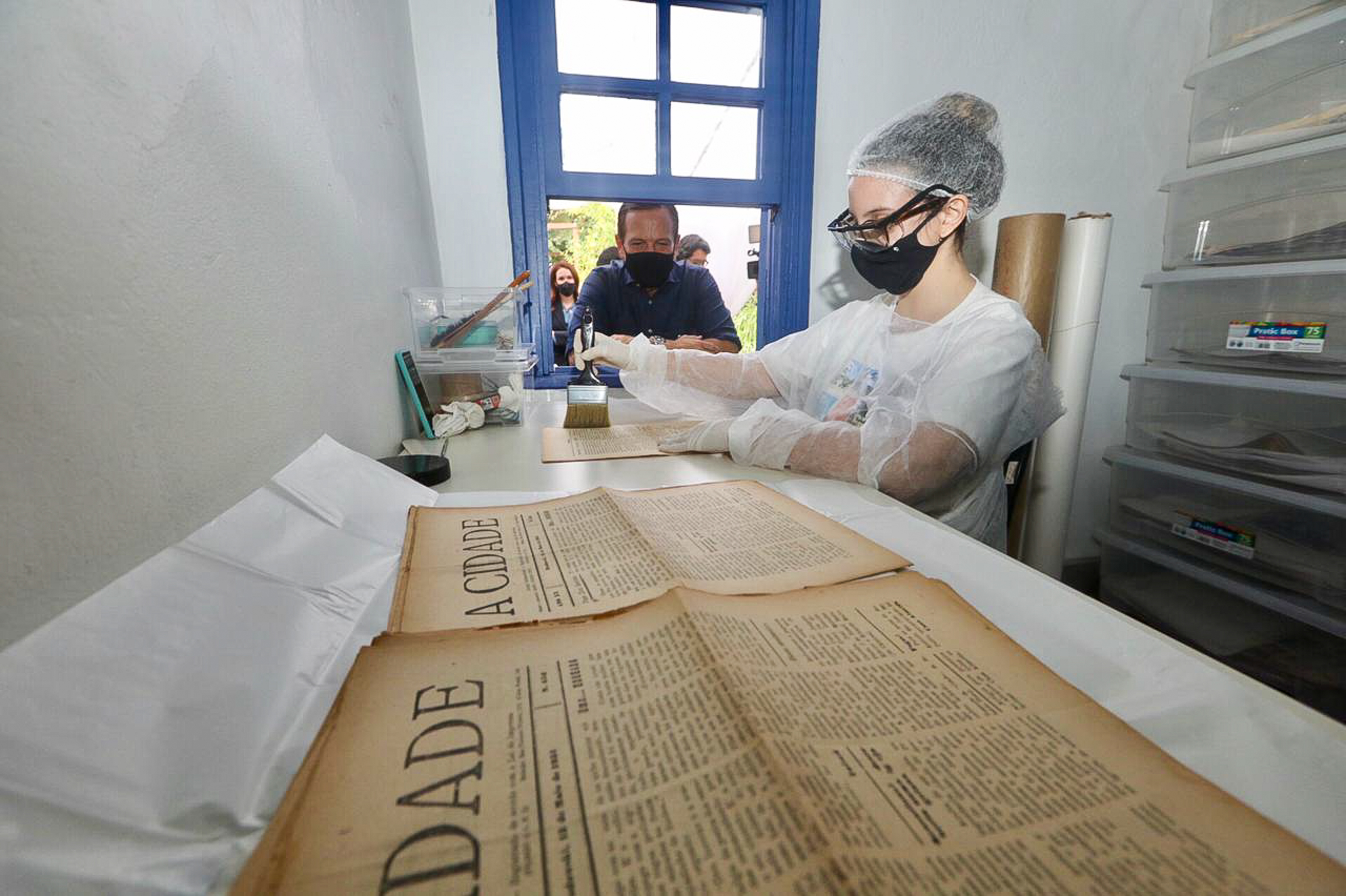

### Narrativas de uma vida: um pintor, um tempo, um lugar...
Com a reforma, o Museu recebeu uma nova exposição de longa duração, “Narrativas de uma vida: um pintor, um tempo, um lugar...”, que procurou valorizar a edificação, considerando a representatividade da casa.No projeto, há a utilização de recursos eletrônicos, como uma projeção da evolução da casa em função de sucessivas ampliações promovidas pelo próprio Portinari; a apresentação de imagens inéditas obtidas nos Estados Unidos, feitas pelo fotógrafo americano Hart Preston, e a demonstração, passo a passo, da realização de um afresco, técnica usada nas obras pintadas sobre as paredes. 
A casa, suas pinturas e objetos, são testemunhos da vida e obra de Portinari. Permitem conhecer a época e aspectos da vida do artista na terra natal. Mostrá-los possibilita que visitantes analisem o fazer artístico, influências e temas do artista.
A estrutura e arquitetura, os móveis e utensílios que fazem parte da exposição recuperam os indícios do modo de vida do pintor e sua família na Brodowski do século passado. A exposição também trará ao visitante, aspectos da vida de Candido Portinari, desde as obras do pintor, suas técnicas e estéticas, passando pelas memórias e paisagens da cidade e notas biográficas que ele produziu, trazendo a arte como um projeto de vida compartilhada com as pessoas, o lugar e o tempo.

## Acervo

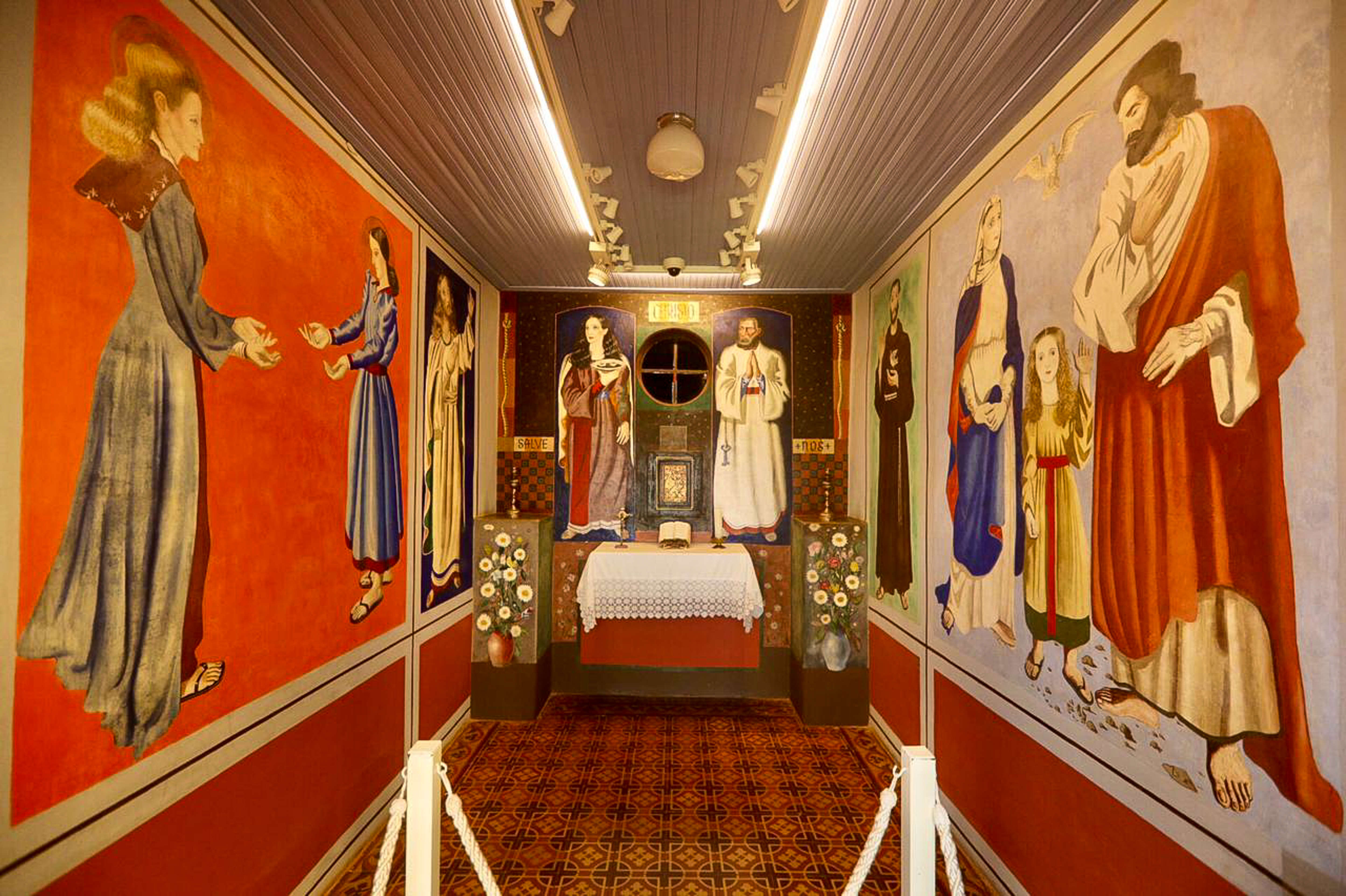

O museu em si é considerado parte do acervo, por causa dos murais pintados em suas paredes. A temática das obras é predominantemente sacra, exceto as primeiras experiências do artista neste gênero. O acervo também contempla uma coleção de desenhos, linguagem expressiva e significativa na produção de Candido Portinari, presente em todos os momentos de sua carreira.
Além disso, a casa foi conservada com os móveis da época do artista. No quarto estão objetos biográficos e, em seu ateliê, cômodo da casa especialmente adaptado ao trabalho do artista, pincéis, tintas, e outros instrumentos. Há também material de pesquisa sobre o pintor como revistas, jornais, livros e vídeos.

### Capela Da Nonna
Nos jardins da casa, em cômodo anexo à residência, especialmente adaptado para essa finalidade, encontra-se a "Capela da Nonna", que Portinari pintou em 1941 para sua avó, que por estar doente, não podia ir à missa orar. No local há várias pinturas em têmpera de figuras bíblicas feitas com a fisionomia de parentes e amigos do artista. A primeira missa na Capela foi celebrada pelo Padre Francisco Siino, no dia 1º de março de 1941 (sábado) com a presença do artista.
As imagens retratadas na capela são: Santa Luzia, São Pedro, São João Batista com Cordeiro, Encontro de Nossa Senhora e Santa Isabel, Jesus Cristo, São Francisco de Assis, Sagrada Família, Santo Antônio com menino, além de vasos de flores.

### O Ateliê

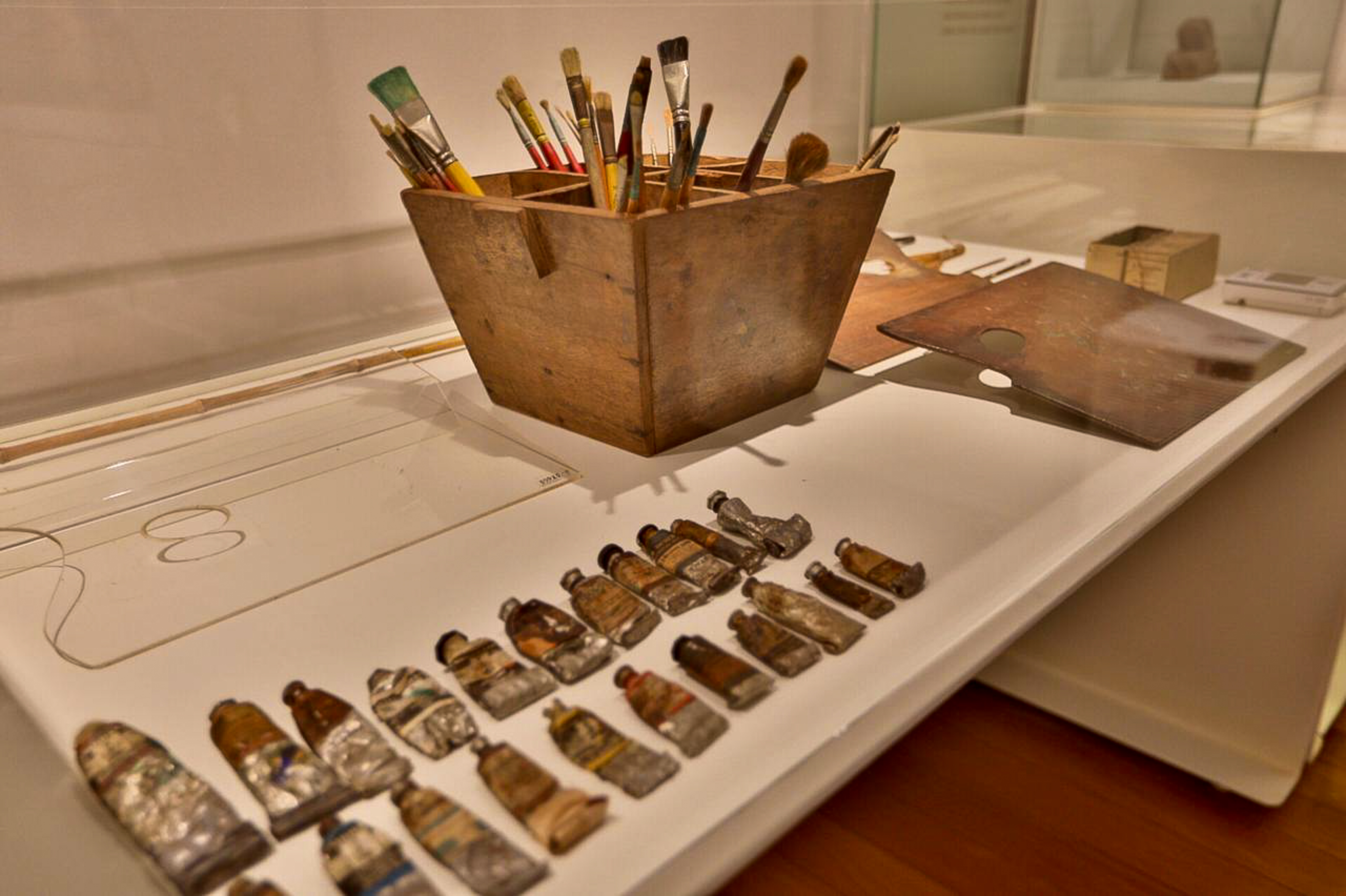

Um dos ambientes da casa principal era o ateliê de Portinari. O ambiente conserva os seus objetos de trabalho: pincéis, tintas, paletas, carvão, espátulas, telas, cavaletes, entre outros; inclusive uma tela que o artista deixou preparada, falecendo antes de pintá-la.

### Tela Santo Antônio
Em frente ao Museu Casa de Portinari, na Praça Cândido Portinari, encontra-se a Igreja Santo Antônio para a qual Portinari fez uma pintura a óleo sobre tela do referido Santo, em cumprimento a uma promessa. A tela foi entregue à Paróquia local em um domingo de páscoa, dia 12 de abril de 1942, foi registrada no termo de doação a vontade e recomendação do artista de que a obra nunca saia da capela.